# مالك (مسلسل)
مالك مسلسل تلفزيوني عراقي أُنتج وعُرض في سنة 2025 خلال شهر رمضان، من إخراج تامر حمزة، ومن تأليف حسان دهشان، ومن بطولة ذو الفقار خضر، اشتي حديد، سوزان الصالحي، نادين الفهد وغيرهم.

## قصة المسلسل
يجد الطبيب مالك نفسه في مأزق شديد عندما تتوفى إحدى المريضات في عيادته الخاصة، ويُتهم بالتقصير والاهمال ويحكم عليه بالسجن، في ذات الوقت يضطر أبو راية لتلاعب بحسابات البنك الذي يعمل به أملا في إنقاذ ابنته من السجن المحقق.

## بطولة
- ذو الفقار خضر
- آسيا كمال
- أشتي حديد
- كاظم القريشي
- حافظ لعيبي
- طلال هادي
- سوزان الصالحي
- نادين الفهد
- بتول عزيز
- علي نجم الدين